# 交響曲第9番 (ベートーヴェン)
交響曲第9番 ニ短調 作品125（こうきょうきょくだい9ばん ニたんちょう さくひん125、ドイツ語: Sinfonie Nr. 9 d-moll op. 125）は、ルートヴィヒ・ヴァン・ベートーヴェンが1824年に作曲した独唱と合唱を伴う交響曲。ベートーヴェンの9番目にして最後の交響曲である。
ベートーヴェン自身はタイトルをつけなかったが、通称として「合唱」や「合唱付き」が付されることも多い。また日本では略称として「第九」（だいく）とも呼ばれ、その演奏会は年末の風物詩となっている。第4楽章は独唱および合唱を伴って演奏され、歌詞にはシラーの詩『歓喜に寄す』が用いられ、その主題は『歓喜の歌』としても親しまれている。原曲の歌詞はドイツ語だが、世界中の多くの言語に翻訳されており、その歌詞で歌われることもある。
多くの批評家や音楽学者によってベートーヴェンの最高傑作に位置付けられるだけでなく、西洋音楽史上最も優れた作品の一つに数えられている。第4楽章の「歓喜」の主題は、欧州評議会においてはヨーロッパ全体をたたえる「欧州の歌」として、欧州連合（EU）においては連合における統一性を象徴するものとして、それぞれ採択されている。このほか、コソボ共和国の暫定国歌や、かつてのローデシアの国歌としても制定されていた。ベルリン国立図書館所蔵の自筆譜資料は2001年に国際連合教育科学文化機関（ユネスコ）のユネスコ記憶遺産リストに登録された。初演／初版の版刻に用いられた筆写スコアが2003年にサザビーズで競売にかけられた際には、「人類最高の芸術作品」と紹介されている。

## 概要

自筆譜

元来、交響曲とはソナタの形式で書かれた管弦楽のための楽曲で、第1楽章がソナタ形式、第2楽章が緩徐楽章、第3楽章がメヌエット、第4楽章がソナタやロンドという4楽章制の形式が一般的であった。ベートーヴェンは交響曲の第3楽章にスケルツォを導入したり、交響曲第6番では5楽章制・擬似音による風景描写を試みたりしたが、交響曲第9番では第2楽章をスケルツォとする代わりに第3楽章に瞑想的で宗教的精神性をもった緩徐楽章を置き、最後の第4楽章に4人の独唱と混声合唱を導入した。ゆえに「合唱付き」（Choral）と呼ばれることもあるが、ドイツ語圏では副題は付けず、単に「交響曲第9番」とされることが多い。第4楽章の旋律は有名な「歓喜の歌（喜びの歌）」で、フリードリヒ・フォン・シラーの詩『歓喜に寄す』から3分の1程度を抜粋し、一部ベートーヴェンが編集した上で曲をつけたものである。交響曲に声楽が使用されたのはこの曲が必ずしも初めてではなく、ペーター・フォン・ヴィンターによる『戦争交響曲』などの前例があるものの、真に効果的に使用されたのは初めてである。
なお、ベートーヴェン以降も声楽付き交響曲は珍しい存在であり続けた。ベルリオーズやメンデルスゾーン、リストなどが交響曲で声楽を使用しているが、声楽付き交響曲が一般的になるのは第九から70年後、マーラーの『交響曲第2番「復活」』が作曲された頃からであった。
大規模な編成や1時間を超える長大な演奏時間、それまでの交響曲でほとんど使用されなかったティンパニ以外の打楽器（シンバルやトライアングルなど）の使用、ドイツ・ロマン派の萌芽を思わせる瞑想的で長大な緩徐楽章（第3楽章）の存在、そして独唱や混声合唱の導入など、彼自身のものも含むそれ以前の交響曲の常識を打ち破った大胆な要素を多く持つ。シューベルトやブラームス、ブルックナー、マーラー、ショスタコーヴィチなど、後の交響曲作曲家たちに多大な影響を与えた。また、ベートーヴェンの型破りな精神を受け継いだワーグナーやリストは、交響曲という殻そのものを破り捨て全く新しいジャンルを開拓した。このように、交響曲作曲家以外へ与えた影響も大きい。
日本でも人気は高く、年末になると各地で第九のコンサートが開かれる。近年では、単に演奏を聴くだけではなく、アマチュア合唱団の一員として演奏に参加する愛好家も増えつつある。ヨーロッパにおいてオーケストラに加え独唱者と合唱団を必要とするこの曲の演奏回数は必ずしも多くないが、音盤の制作はピリオドとモダンともに豊富でフランソワ＝グザヴィエ・ロトがBBCウェールズ交響楽団を指揮したライブ演奏ディスクが、雑誌のおまけに付いたことがあった。

### 演奏時間
1824年5月7日のウィーンでの初演の演奏時間については明確な数字が記された書類は無いが、1825年3月21日に英国ロンドンで『第九』を初演したジョージ・スマートがベートーヴェンと会見した際の質疑応答の断片が『ベートーヴェンの会話帳』に残っており、63分という数字がロンドン初演時の演奏時間とされている。
リヒャルト・シュトラウスはジークフリート・ワーグナーの追悼演奏会で45分で演奏したという逸話があるが、真偽のほどは定かではない。
SPレコード時代であるフェリックス・ヴァインガルトナーの1935年の録音は62分程度、アルトゥーロ・トスカニーニの1939年の録音は60分強だが、LP時代に入って話題になったヴィルヘルム・フルトヴェングラーのバイロイト音楽祭での録音は75分弱である。LPレコード時代でもルネ・レイボヴィッツ、ヘルマン・シェルヘンらはベートーヴェン本人が記したテンポこそ絶対の理想であるとの信念を崩さず、それに忠実な演奏を目指していたが、それらの解釈は当時の指揮者界の中では異端であり、全体の時間は1980年代頃までの伝統的なモダン楽器による演奏で70分前後が主流であった。ベートーヴェンの交響曲中で最長である。80分に届こうとするものまであった。また21世紀になってもこのような雄大なテンポでの演奏を行う指揮者もいる。
CD開発時のエピソードとして「通常のCDの記録時間が約74分であることは、この曲が1枚のCDに収まるようにと配慮されたため」という話が伝わっている。
CD時代に入って、それまで重要視されて来なかった楽譜（普及版）のテンポ指示を遵守して演奏された『第九』が複数出現した。まず、デイヴィッド・ジンマンが1999年にベーレンライター版によるCD初録音を行った際は、トラック1-2-3-4-6の順で計算すると58分45秒になる。ベンジャミン・ザンダー指揮ボストン・フィルハーモニー管弦楽団による演奏は全曲で57分51秒であった。同じくザンダーの指揮によってフィルハーモニア管弦楽団を振った演奏は全曲で58分37秒、フランソワ＝グザヴィエ・ロトとBBCウェールズ交響楽団とのライブ演奏においても58分44秒で、双方ともモダン楽器を使用したにもかかわらず1時間を切った。マーラー編曲版でも59分44秒で終わる快速の演奏があるが、マーラー本人の演奏による第9の演奏時間は不明である。
研究家が考証を行なった古楽器による演奏では大概63分程度であり、ほぼ妥当なテンポと見なされている。ただし、さらに研究が進んでテンポの数字も他人の手で代筆されたものであることが判明し、ベートーヴェンが望んだテンポについての議論がすべて決着したわけではない。

## 作曲の経緯

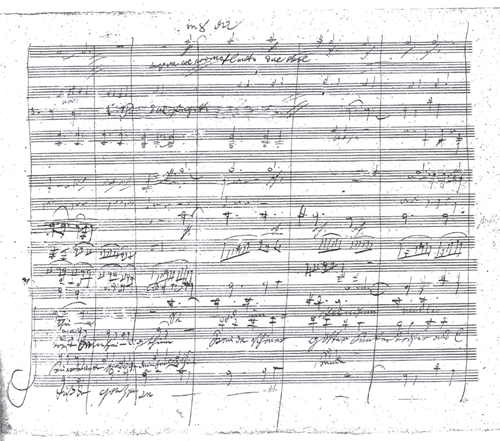
直筆譜

ベートーヴェンがシラーの詞『歓喜に寄す』にいたく感動し、曲をつけようと思い立ったのは、1792年のことである。ベートーヴェンは当時22歳でまだ交響曲第1番も作曲していない時期であり、ベートーヴェンが長きに渡って構想を温めていたことがわかる。ただし、この時点ではこの詞を交響曲に使用する予定はなかったとされる。
交響曲第7番から3年程度を経た1815年頃から作曲が開始された。さらに1817年、ロンドンのフィルハーモニック協会から交響曲の作曲の委嘱を受け、これをきっかけに本格的に作曲を開始した。実際に交響曲第9番の作曲が始まったのはこのころだが、ベートーヴェンは異なる作品に何度も旋律を使い回しているため、部分的にはさらに以前までさかのぼることができる。
ベートーヴェンは第5、第6交響曲、および第7、第8交響曲を作曲したときと同じように、当初は2曲の交響曲を並行して作曲する計画を立てていた。一つは声楽を含まない器楽のみの編成の交響曲であり、さらに別に声楽を取り入れた交響曲『ドイツ交響曲』の制作を予定していた。しかし様々な事情によって、交響曲を2つ作ることを諦めて2つの交響曲のアイディアを統合し、現在のような形となった。歓喜の歌の旋律が作られたのは1822年頃のことである。なお、当初作曲されていた第4楽章の旋律は、のちに弦楽四重奏曲第15番の第5楽章に流用された。1824年に初稿が完成。そこから初演までに何度か改訂され、1824年5月7日に初演（後述）。初演以後も改訂が続けられている。楽譜は1826年にショット社より出版された。
作品は当初、ロシア皇帝アレクサンドル1世に献呈する目論見があり、初演と再演直後の1824年5月26日付ニコライ・ボリソヴィチ・ガリツィン宛の書簡に、次のような文章がある。
ベートーヴェンは交響曲をアレクサンドル1世に、『ミサ・ソレムニス』を皇后エリザヴェータ・アレクセーエヴナにそれぞれ献呈し、その見返りとしてロシア帝室からの年金の下賜を期待していた節がある。その後の推移ははっきりしていないが、1825年11月25日付のショット社宛の書簡では「献呈はまだ決めていない」と記しており、それから間もない12月1日にアレクサンドル1世は崩御。年明けた1826年1月28日付ショット社宛の書簡では「皇帝アレクサンドルに捧げられることが決まっていましたが」と記しており、同時に新しい献呈先を近いうちに知らせる旨記している。それから約2か月後、詳しい経緯は不明ながらプロイセン王フリードリヒ・ヴィルヘルム3世に献呈されることが決まり、3月28日付ショット社宛の書簡でもこのことについて触れられている。9月に入り、フリードリヒ・ヴィルヘルム3世宛の書簡で「ボン市民として陛下の臣民のなかに数えられること」に関して祝意を示していたが、11月25日にフリードリヒ・ヴィルヘルム3世からの礼状が届いた後12月に入って下賜品のダイヤモンドの指輪が届けられるも、ベートーヴェンは12月下旬に指輪を売却。売却に関しては「実際にはダイヤモンドではなく赤い石の指輪が送られた」「宝石鑑定士に鑑定させた結果にベートーヴェンが怒った」「鑑定値が160グルテン約定値」「買取りの最低価格程度の価値」など諸説があるが、先にフランス国王ルイ18世が『ミサ・ソレムニス』予約譜購入の返礼品として21ルイドール相当の金メダルをベートーヴェンに下賜し、こちらは終生手放さず遺品として残されたこととは対照的な対応で、いずれにせよベートーヴェンからしてみれば期待外れの下賜品だったことがうかがえる。

## 演奏史

### 初演
当時のウィーンではロッシーニのオペラが流行していたため、ベートーヴェンは当初、ウィーンの聴衆には自分の音楽がそぐわないと判断し、ベルリンでの初演を希望していた。だが、ベートーヴェンを支援していたリヒノフスキー伯爵らの計らいでウィーンでの初演を求める嘆願書が作られ、ベートーヴェンはベルリン初演を思い止まった。
初演は1824年5月7日、ウィーンのケルントナートーア劇場においてミサ・ソレムニスの「キリエ」「クレド」「アニュス・ディ」や「献堂式」序曲とともに初演された。ベートーヴェンは「総指揮者」として作品に立ち会ったが、指揮者としてのブランクや、聴力の衰えもあったことから、実際の指揮はミヒャエル・ウムラウフが行った。
初演に携わった管弦楽・合唱のメンバーはいずれもアマチュア混成で、管楽器は倍の編成（木管のみか金管を含むか諸説ある）、弦楽器奏者も50人ほどで、管弦楽だけで80 - 90名の大編成だった。合唱はパート譜が40部作成されたことが判っており、原典版を編集したジョナサン・デル・マーは「合唱団は40人」としているが、劇場付きの合唱団が少年・男声合唱団総勢66名という記述が会話帳にあり、楽譜1冊を2人で見たとすれば「80人」となる。
参加者の証言によると、第九の初演はリハーサル不足（2回の完全なリハーサルしかなかった）であり、かなり不完全だったという示唆がある。ソプラノソロのゾンタークは18歳、アルトソロのウンガーは21歳という若さに加え、男声ソロ2名は初演直前に変更になってしまい（バリトンソロのザイペルトが譜面を受け取ったのは、初演3日前とされる）、ソロパートはかなりの不安を抱えたまま、初演を迎えている。さらに、総練習の回数が2回と少なく、管楽器のエキストラまで揃ったのが初演前日とスケジュール上ギリギリであったこと、演奏者にはアマチュアが多く加わっていたこと（長年の戦争でプロの演奏家は人手不足だった。例えば初演の企画段階でも「ウィーンにはコンサート・ピアニストが居ない」と語られている）、加えて合奏の脱落や崩壊を防ぐためピアノが参加して合奏をリードしていた。
一方で、初演は大成功を収めた。『テアター・ツァイトゥング』紙に「大衆は音楽の英雄を最高の敬意と同情をもって受け取り、彼の素晴らしく巨大な作品に最も熱心に耳を傾け、歓喜に満ちた拍手を送り、しばしばセクションの間、そしてセクションの最後には何度も繰り返した」という評論家の記載がある。ベートーヴェンは当時既に聴力を失っていたため、ウムラウフが正指揮者として、ベートーヴェンは各楽章のテンポを指示する役目で指揮台に上がった。ベートーヴェン自身は初演は失敗だったと思い、演奏後も聴衆の方を向くことができず、また拍手も聞こえなかったため、聴衆の喝采に気がつかなかった。見かねたアルト歌手のカロリーネ・ウンガーがベートーヴェンを聴衆の方に向かせ、初めて拍手を見ることができた。という逸話がある。観衆が熱狂し、アンコールでは2度も第2楽章が演奏され、3度目のアンコールを行おうとして兵に止められたという話が残っている。
このように「好評」の逸話が残る初演だが、その根拠は繰り返された喝采やアンコール、会話帳に残るベートーヴェン周辺の対話に置かれており、「ベートーヴェンの愛好家ばかりが騒いでいた」という否定的な証言もある。5月23日に会場をより大きなレドゥーテンザールに移して催された再演は、会場の半分も集客出来ず大失敗であった。ウィーンの聴衆の受けを狙ってロッシーニのオペラ「タンクレーディ」のアリアを入れたこと、昼間の演奏会だったので人々がピクニックに出かけてしまったことなどの理由を述べた書き込みが会話帳に残っている。
なお初演の収入は会場使用料や写譜代金などを差し引いて420グルデンという数字が伝えられている。シンドラーの「2000グルデンは儲かる」という話をはじめとして「成功間違い無し」と周囲に吹き込まれて開いた演奏会でもあり、この金額はベートーヴェンには明らかに少なかった。再演では予め1200グルデンがベートーヴェンに支払われている。

### パリでの再演
世界初の音楽学校として設立されたパリ音楽院の卒業生フランソワ・アントワーヌ・アブネックは、パリ・オペラ座管弦楽団のヴァイオリン奏者として活躍した後、指揮者に転向し、1828年、母校にパリ音楽院管弦楽団を創立した。体系化された音楽教育を受けたメンバーによるこのパリ音楽院管弦楽団は「比類なき管弦楽団」「ヨーロッパ最高水準のオーケストラ」という評判を勝ち取る。そのアブネックは、ベートーヴェンの信奉者であった。ベートーヴェンの交響曲の楽譜を徹底的に分析し、自身が指揮者を務めるパリ音楽院管弦楽団演奏会のメイン・プログラムに据えたのである。
1831年3月27日、3年の準備期間を経てアブネックは初めて『第九』を指揮・演奏した。当時の記録では、独唱者名も記載されている。なお、アブネックによる『第九』の演奏は、1842年まで複数回演奏されている。これらの演奏を聴いて感銘を受けた2人の作曲家兼指揮者がいた。
一人は、当時パリ音楽院の学生だったエクトル・ベルリオーズであり、彼はベートーヴェンを模範として作曲に励むことになる。もう一人は、オペラ作曲家としての成功を夢見てパリに来ていたドイツのリヒャルト・ワーグナーである。結局、ワーグナーはパリで成功を収めることができず、失意のうちにドイツへ戻ることになるが、アブネックによるベートーヴェンの交響曲演奏会の記憶は感激として残った。そして、いつか『第九』を全楽章、復活演奏することを夢見るのである。この頃から『第九』は複数人の作曲家によるピアノ編曲がなされて地味に浸透し始める。

### ワーグナーによる復活演奏
リヒャルト・ワーグナーは少年時代からベートーヴェンの作品に熱中し、図書館から借りてきた彼の楽譜を筆写していた。『第九』も例外ではなく、ピアノ編曲までしたほどである。パリで成功を収めることができなかった彼は故郷のドイツへ帰り、1842年にドレスデンで歌劇『リエンツィ』を上演、大好評を博した。この功績により、ドレスデン国立歌劇場管弦楽団（当時はザクセン王国の宮廷楽団）の指揮者に任命された彼は、念願の『第九』復活演奏に着手する。
ドレスデンでは毎年、復活祭の直前の日曜日にオーケストラの養老年金の基金積み立てのための特別演奏会が催されていた。この演奏会ではオラトリオと交響曲が演奏されるのが定番となっていた。1846年、ワーグナーはこの演奏会でベートーヴェンの『第九』を取り上げることを宣言した。猛反対の声があがったが、彼は反対派説得のためにパンフレットや解説書を書いて説得に努めるとともに、『第九』の楽譜に改訂を加えた。
彼は「ベートーヴェンの時代は楽器が未発達」であり、「作曲者は不本意ながら頭に描いたメロディ全てをオーケストラに演奏させることができなかった」と考えたのである。そして「もしベートーヴェンが、現代の発達した楽器を目の当たりにしたら、このように楽譜を加筆・改訂するだろう」という前提に立って、管楽器の補強などを楽譜に書き込んだ。
徹底的なリハーサルの効果もあり、この演奏会は公開練習のときから満員となり、本番も大成功に終わった。もちろん、年金基金も記録的な収入だった。これ以降、『第九』は「傑作」という評価を得るようになったのである。

### 日本初演
第一次世界大戦において日本は対独参戦してアジア太平洋地域のドイツ帝国拠点を攻撃し、多数の捕虜を得た。1918年（大正7年）6月1日に、徳島県板東町（現・鳴門市）にあった板東俘虜収容所で、ドイツ兵捕虜により全曲演奏がなされたのが、日本における初演とされている。この事実は1941年（昭和16年）に、この初演の2ヶ月後に板東収容所で『第九』（第1楽章のみ）を聴いた徳川頼貞が書いた『薈庭楽話』で明らかにされていたが、長く無視され、1990年代（平成2年）になって脚光を浴びた。映画『バルトの楽園』（出演：ブルーノ・ガンツ、松平健ほか）は、このエピソードに基づくものであるものの一部相違点があった（相違点は後述）。ただし、収容所に女性はいないので、独唱と合唱は全て男声用に編曲された。また、ファゴットとコントラファゴットが無かったので、オルガンで代用するなどした。そのため、これを初演とは言えないとする意見がある。練習場としては、声が響く風呂場が使用された。鳴門市では日本における『第九』初演を記念して毎年6月の第一日曜日を「第九の日」に制定して定期演奏会を開催している。初演から100周年を迎えた2018年6月1日には、鳴門市ドイツ館前の広場で、当時とほぼ同時刻から、初演時と同じ男性のみの合唱編成による演奏会が開催された。
『バルトの楽園』では、近隣住民を招待してこの第九演奏会を見せたことになっているが、実際には捕虜のうち45人でつくる「徳島オーケストラ」による収容所内の定期演奏会の曲目の一つで、日本人は招かれていない。これを記念して、収容所の記念施設である鳴門市ドイツ館隣の道の駅は「第九の里」と命名されている。
1919年（大正8年）12月3日、福岡県久留米市の久留米高等女学校（現・福岡県立明善高等学校）に久留米俘虜収容所に収容されていたドイツ兵捕虜オーケストラのメンバーが出張演奏し、様々な曲に交じって『第九』の第2・第3楽章を女学校の教師や女学生達に聞かせた。これが一般の日本人が『第九』に触れた最初だと言われている。2日後の12月5日、久留米俘虜収容所内で男声のみと不完全な楽器編成での全曲演奏がなされた。
1924年（大正13年）1月26日、九州帝国大学の学生オーケストラ、「フィルハーモニー会」（現在の九大フィルハーモニーオーケストラ）が当時の摂政宮（後の昭和天皇）の御成婚を祝って開いた「奉祝音楽会」で『第九』の第4楽章を演奏した。しかし、このときに歌われた歌詞は、ドイツ語でも日本語の訳詞でもなく、当時の文部省が制定した『皇太子殿下御成婚奉祝歌』の歌詞を『第九』のメロディにアレンジしたものだった。また、第4楽章が通して演奏されたのではなく、合唱を伴う部分を抜粋したものだった。このため、これを「日本人初の『第九』演奏」と見なすかどうかは、議論の余地がある。
日本での公式初演は、1924年（大正13年）11月29・30日、東京音楽学校（東京芸術大学の前身の一校）のメンバーと海軍軍楽隊がドイツ人教授グスタフ・クローンの指揮によって演奏したものだとされている。同年12月にも追加公演された。プロ・オーケストラによる日本初演は新交響楽団（現在のNHK交響楽団の前身）により1927年（昭和2年）5月3日に行われた。
東京音楽学校での初演については、この演奏を聴いた最後の生き残りであった作家の埴谷雄高が、「演奏中にコンサートミストレスの安藤幸（幸田露伴の妹。姉の幸田延ともども「上野の西太后」と呼ばれた）が早く弾きだした部分があり、演奏はガタガタとなってしまった」と証言している。
全員が外来演奏家による日本初演はカール・ベーム指揮のベルリン・ドイツ・オペラにより1963年（昭和38年）11月7日、日生劇場にて行われた。
- ソプラノ：エリーザベト・グリュンマー（ドイツ語版）
- メゾソプラノ：クリスタ・ルートヴィヒ
- テノール：ジェームズ・キング
- バリトン：ヴァルター・ベリー

この演奏の終了後、熱狂的なファンがベームの足に抱きつき、ベームの身動きを取れなくするという騒ぎもあった。

### 日本での年末の演奏の歴史
1940年（昭和15年）12月31日午後10時30分、紀元二千六百年記念行事の一環として、ヨーゼフ・ローゼンシュトックが新交響楽団（現在のNHK交響楽団）を指揮して『第九』のラジオ生放送を行った。これを企画したのは当時、日本放送協会（NHK）の洋楽課員だった三宅善三である。彼は、その理由について「ドイツでは習慣として大晦日に第九を演奏し、演奏終了と共に新年を迎える」としている。実際に、当時から現在まで年末に『第九』を演奏しているドイツのオーケストラとして、著名なところではライプツィヒ・ゲヴァントハウス管弦楽団が挙げられ、それを模倣するオーケストラもいくつかある。ただし厳密には、ライプツィヒ・ゲヴァントハウス管弦楽団による大晦日の『第九』演奏は深夜に行われるものではない。よって何らかの意思疎通や通訳の誤りにより "深夜に演奏してそのまま新年を迎える" といった勘違いをしたのではないかと思われる。
日本で年末に『第九』が頻繁に演奏されるようになった背景には、第二次世界大戦後間もない1940年代後半、オーケストラ演奏の収入が少なく、楽団員が年末年始の生活に困る状況を改善するため、合唱団も含めて演奏に参加する楽団員が多く、しかも当時（クラシック音楽の演奏の中では）「必ず（客が）入る曲目」であった『第九』を日本交響楽団（現在のNHK交響楽団）が年末に演奏するようになり、それが定例となったことが発端とされる。既に大晦日に生放送をする慣習が定着していたから、年末の定期演奏会で取り上げても何ら違和感が無かったことも一因として挙げられよう。1956年（昭和31年）に群馬交響楽団が行った群馬での第九演奏会の成功が全国に広まったのをきっかけに、国内の年末の『第九』の演奏は急激に増え、現在に至っている。

### バイロイト音楽祭と第九
1872年、バイロイトに祝祭劇場を建設する際、その定礎の記念として選帝侯劇場にてリヒャルト・ワーグナーの指揮で『第九』が演奏された。その所縁もあり、『第九』はバイロイト音楽祭においてワーグナーの歌劇・楽劇以外で演奏される唯一の曲となっている。以後、何度か演奏されている。1933年はリヒャルト・シュトラウス、1951年と1954年はヴィルヘルム・フルトヴェングラー、1953年はパウル・ヒンデミット、1963年はカール・ベーム、2001年はクリスティアン・ティーレマン。

### ライプツィヒ・ゲヴァントハウスと12月31日の第九

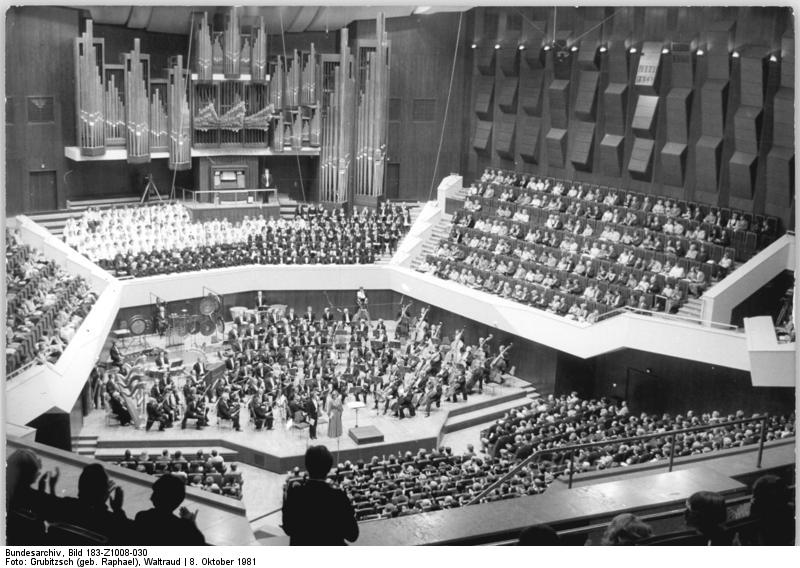
1981年の新ゲヴァントハウスこけら落とし公演

1918年、第一次世界大戦が終結となった年の暮れ、ヨーロッパの人々の新年への願いは平和であった。当時はライプツィヒの郊外の村であり、現在はライプツィヒの一部であるゴーリスという土地に住んでいたときにシラーが『歓喜に寄す』を書いたという縁もあり、「人類すべてがきょうだいになる」という平和への願いこそが人々の思うところであった。12月31日の午後、日が暮れる時間に労働者教養協会のイニシアチブにより100人の演奏家と300人の歌手によってベートーヴェンの『第九』は演奏された。その伝統はゲヴァントハウス管弦楽団によって受け継がれ、毎年暮れになるとライプツィヒでは翌年の平和を祈って演奏され続けている（現在の大晦日コンサート開演時間は午後5時）。
第二次世界大戦でドイツ本土は激しい空襲に晒され、1944年、ライプツィヒのコンサートホール「ゲヴァントハウス」は戦火に焼けた。1968年の完全破壊を経て1981年、新しいゲヴァントハウスが建築されるとクルト・マズアは生まれ変わったゲヴァントハウスのオープニング・コンサートの主要プログラムとしてベートーヴェンの『第九』を選んだ。東ドイツ崩壊後の統一ドイツではMDR（中部ドイツ放送協会）が1992年に旧東ドイツ圏内に再設立された。それ以来、毎年の大晦日の午後「暗くなり始める時間」に『第九』が演奏され、多くの国々にMDRテレビやMDRラジオFigaroによって同時放映、同時放送される。19回目の2010年には香港、オランダ、アメリカ合衆国などにも演奏がライブ放映・放送された。

### フルトヴェングラーと第九
指揮者フルトヴェングラーは第二次世界大戦前、1911年から1940年まで既に61回『第九』を指揮したとされる。その解釈は荘厳、深遠でありながら感情に流され過ぎず、友人でもあった音楽学者ハインリヒ・シェンカーの分析からも影響を受けている。第4楽章330小節のフェルマータを非常に長く伸ばし同時間の休止を設けるというワーグナー由来の特徴も見られ、自身の著作でも第1楽章の開始を宇宙の創世と捉えるなど後の世代にも影響を与えたが、後の世代の演奏はトスカニーニ流の明晰な演奏が主流となり、ブルックナー開始を思わせるフルトヴェングラーの解釈は、現在ではベートーヴェンにしてはあまりに後期ロマン主義的、神秘主義的に過ぎる、とされることが多い。
第二次世界大戦中ドイツに留まり活動していたフルトヴェングラーは1942年4月19日、ナチス・ドイツ総統ヒトラーの誕生日前日に『第九』を指揮し、ゲッベルスと握手する姿が映画に撮影されるなど政治宣伝に利用され、戦後は連合国からナチスとの関わりを責められ一時活動の機会を失うことになった。
1951年7月末、終戦後初のバイロイト音楽祭でフルトヴェングラーは『第九』を指揮し、再開を祝した。フルトヴェングラーは54年にもバイロイトで「第九」を指揮しているが、51年の演奏は『バイロイトの第九』と呼ばれ、第九の演奏の歴史の中でも著名なものである。他の演目を録音しに訪れていたレコード会社デッカのスタッフも出演者たちも、この第九に常軌を逸した緊張感があったと語っている。しかし録音そのものは1951年当時の技術水準を考慮しても鮮明さを欠いたものであった。元々この演奏のレコード化は正規のものではなく、発売元となったEMIのプロデューサーウォルター・レッグはフルトヴェングラーから録音を拒否されていた（表向きは「バイロイトの音響が録音向きではないから」としているが、当時EMIはフルトヴェングラーが忌み嫌っていたカラヤンと友好関係にあり、フルトヴェングラーの信頼を失いつつあった）。そのためフルトヴェングラーの生前には発売されなかった上、録音テープが廃棄されかかったという逸話もある。
しかしフルトヴェングラーの死後にEMIからレコードとして発売されると、日本の評論家達は大絶賛し、今でも「第九のベスト演奏」に挙げられることが多い。録音に問題ありという認識の裏返しでEMIから音質の改善を謳ったCDが何種類も発売されており、初期LPから復刻したCDも複数の企画がある。
2007年、バイエルン放送の「放送禁止」と書かれた録音テープを音源としたCDがフルトヴェングラー・センター会員限定で頒布され、のちに一般向けにORFEOから発売された。EMI盤よりも明瞭な音質だっただけでなく、大部分が異なる演奏だったため、公演本編なのかリハーサルなのか、EMI盤との比較から編集と加工についても臆測を呼んだ。2021年10月、同日生中継を行ったスウェーデン放送協会の所蔵音源が85分ノーカット収録でSACD化され、より無加工に近い本番の模様を確認出来る。これによりバイエルン放送の音源が公演本番であり、多くの人々から絶賛されたEMI盤はリハーサル時の録音を主体としたものだったと考えられている。
フルトヴェングラーの第九は他に1954年のルツェルン音楽祭でフィルハーモニア管弦楽団を指揮した演奏の録音も名高い。

### 戦後復興と第九
1955年に、戦争で破壊されたウィーン国立歌劇場が再建された際にも、ブルーノ・ワルター指揮によりウィーン・フィルハーモニー管弦楽団で『第九』が演奏された。なお、再建のこけら落しはカール・ベーム指揮の歌劇『フィデリオ』だった。当初音楽監督のベームはワルターに『ドン・ジョヴァンニ』の指揮を依頼したが、ワルターが高齢を理由に辞退し、代わりに『第九』を指揮することになったものである。なお、これはオーストリア放送協会による放送録音が残っており、オルフェオからCD化もされている。

### ドイツ分断と第九
1964年の東京オリンピックに東西ドイツが統一選手団を送ったときに、第4楽章の第一主題「歓喜の歌」が国歌の代わりに歌われた。
1989年のベルリンの壁崩壊直後の年末にレナード・バーンスタインが、東西ドイツとベルリンを分割した連合国（アメリカ、イギリス、フランス、ソ連）のオーケストラメンバーによる混成オーケストラを指揮してベルリンで演奏した。この際には、第4楽章の詩の"Freude"をあえて"Freiheit（自由）"に替えて歌われた。また、翌年のドイツ再統一のときの統一前夜の祝典曲としてクルト・マズア指揮のライプツィヒ・ゲヴァントハウス管弦楽団がライプツィヒで演奏した。なおゲヴァントハウスでは毎年大晦日の16時半から、ベルリン・フィルのジルベスターコンサートに対抗して演奏されTV中継されている。
「歓喜の歌」はその旋律のみが欧州連合（EU）の歌「欧州の歌」として使用されている。2007年にはルーマニアとブルガリアがEUに加盟し、2007年の1月元旦の0時を回ったとき演奏されたのがこの『第九』であった。

### サントリー1万人の第九
サントリー1万人の第九は1983年に大阪城築城から400年を迎えることを記念すべく、その前年1982年に設立したばかりの大阪21世紀協会（現「関西・大阪21世紀協会」）が中核事業として「大阪築城400年まつり」を企画し、当該企画への参加催事の一つとして、また目玉的存在とされた、大阪砲兵工廠本館跡地に建設された大阪城国際文化スポーツホール（大阪城ホール）のこけら落としの一環として企画されたことが発端となった。1983年の第1回から1998年の第16回までは山本直純が指揮、構成を務め、翌年1999年の第17回から現在までは佐渡裕が指揮、総監督を務めている。

### 長野オリンピックと第九
1998年2月7日、長野オリンピックの開会式において世界の5大陸・6ヶ国・7か所で連携しての演奏が試みられ、その映像が世界中に中継された。歌われた場所は小澤征爾がタクトを振った長野県県民文化会館、中国・北京の紫禁城、オーストラリア・シドニー（翌々年の五輪開催地）のオペラハウス前、ドイツ・ベルリンのブランデンブルク門、黒人と白人の混成合唱団で歌われた南アフリカ共和国・ケープタウンの喜望峰、アメリカ・ニューヨークの国連本部、開会式が行われた長野オリンピックスタジアムである。午前11時に始まった開会式では、オリンピック聖火が聖火台に点火されたあと、セレモニーのフィナーレとして歓喜の歌が歌われた。曇り空の長野、気温が氷点下の北京、真夏で晴天のシドニー、真夜中のベルリン、日の出と重なり徐々に明るくなってゆくケープタウンと、時刻や季節、さらには服装まで、全く異なる演奏風景が交互に映し出された（厳密には通信による遅れを調整しており、伴奏となる文化会館の演奏をスタジアム以外の各地に届けて合唱し、その映像が最終的にスタジアムで同期するよう再送された。従って最も演奏が早い文化会館と最も遅いスタジアムで幾秒かのタイムラグがあり、このために指揮者の小澤も別会場で演奏する必要があった）。

### その他の国での受容と変化
2020年10月、中国共産党は歓喜の歌を「宗教音楽」の1つと定義し、学校教育の教材から外すように指示したことで音楽関係者に波紋を広げた。これについてドイツ在住の中国人作曲家の王西麟は「1942年以来、共産党は芸術を党に仕えるものと見なし、それ以外のイデオロギーに重要な意味を持つすべての良い作品を封鎖してきました」と述べた。

## レコード録音史

### アコースティック録音時代
1921年2月7日、エドゥアルト・メーリケ指揮 シャルロッテンブルク・ドイツ・オペラハウス管弦楽団によって、第4楽章の前半（低弦が歓喜の主題を奏で始める直前まで）と中間部をカットした演奏がパーロフォン・レーベルにレコード録音された。これが第4楽章の世界初録音となったが、すぐには発売されなかった。
1923年、独ポリドール社がブルーノ・ザイドラー＝ヴィンクラー指揮 新交響楽団（実態はベルリン国立歌劇場管弦楽団の団員を中心に組織された臨時の演奏団体）ほかによる全楽章のレコードを録音（世界初の全楽章録音だが、第2楽章にカットがある。また、録音の制約上シンバルが抜けている）し、同年12月に発売された。このレコードは日本にも紹介され、好評を博した。
1923年10-11月に収録されたアルバート・コーツ指揮、交響楽団ほかによる英語歌唱のレコードが1924年5月、この曲の「初演100周年」として英HMV社より発売。（ただし、アルト歌手が再テイクの際に交代しているため、二人のアルト歌手の名がクレジットされている）。
1924年1-2月、フリーダー・ワイスマンがベルリン・ブリュトナー管弦楽団を指揮して第1-3楽章を録音。これにエドゥアルト・メーリケが1921年に収録した第4楽章の抜粋・短縮版を組み合わせたアルバムが同年7月に英パーロフォン社から発売された。しかし、全てのラベルにワイスマンとブリュトナー管弦楽団の名がクレジットされていたため、誰も第4楽章が全くの別テイクであることを疑わなかった（1997年にカナダのレコード研究家が真相を発表した）。
1925年1月、エドゥアルト・メーリケがベルリン国立歌劇場管弦楽団を指揮して第4楽章の抜粋・短縮版を収録。これにワイスマンが1924年に録音した第1-3楽章を組み合わせたアルバムが独パーロフォン社から発売された。
なお、これらの録音は全て「合唱が原語（ドイツ語）ではない」あるいは「曲の一部がカットされている」のどちらかに該当し、この曲本来の姿での録音ではなかった。完全な録音は、この後1928年のオスカー・フリートとベルリン国立歌劇場管弦楽団によるものが世界で初めてである。

### 電気録音時代
1926年3月16-17日、フェリックス・ワインガルトナー指揮 ロンドン交響楽団（英訳詞による合唱）
1926年10月、アルバート・コーツ指揮 交響楽団（英訳詞による合唱）
1928年、オスカー・フリート指揮 ベルリン国立歌劇場管弦楽団（世界初の原語版によるカット箇所のない完全録音）
1934年4月30日、レオポルド・ストコフスキー指揮 フィラデルフィア管弦楽団（英訳詞による合唱）
1935年2月2-4日、フェリックス・ワインガルトナー指揮 ウィーン・フィルハーモニー管弦楽団（世界初の交響曲全集に収録された）
以降はオイゲン・ヨッフム（1938年）、カール・ベーム（1941年（昭和16年））、橋本國彦（1943年5月・日本初録音）、山田一雄（1943年11月・日本初全曲録音）、ユージン・オーマンディ（1945年）と続く。
1930年代以降は多くの指揮者によるライブ録音も多数残されている。（現在確認されている最古のものは1936年3月のアルトゥーロ・トスカニーニ指揮 ニューヨーク・フィルハーモニー交響楽団）
またヘルベルト・フォン・カラヤンはベルリン・フィルハーモニー管弦楽団とのベートーヴェンの交響曲集をドイツ・グラモフォンでアナログ、ドルビーNR、デジタルの3期にわたって制作しており、映像も複数残っている。映画『時計じかけのオレンジ』にも使われた1962年録音は2009年になっても重量盤LPレコードが企画されるなど人気が高く、通常CD、スーパー・ハイ・マテリアルCD（SHM-CD）、スーパーオーディオCD（SACD）に加えガラスCD化も行われた。

## 編成
二管編成・追加楽器・声楽が用いられる。ピッコロ、コントラファゴット、トロンボーンはベートーヴェンの交響曲では使用例が少なく、他に交響曲第5番、交響曲第6番で使用されているのみである。また、ホルンが4本、打楽器は他の交響曲では使われていないトライアングル、シンバル、バスドラムを使用しており、この時期の交響曲の編成としては最大級のものである。前述の通り声楽を交響曲に用いるのは当時としては極めて奇抜なアイデアである。またこの楽器編成はワーグナーの楽劇の3管編成の基礎になった。初演時の編成については#初演参照。

### 管弦楽
| 木管 | 木管                                                           | 金管 | 金管 | 打    | 打                                   | 弦   | 弦 |
| ---- | -------------------------------------------------------------- | ---- | --- | ----- | ------------------------------------ | ---- | -- |
| Fl.  | 2, Fl.picc. 1 (第4楽章のみ)                                    | Hr.  | 4 (第1・2・4楽章はD管、B管各2。第3楽章はB管、Es管各2。第4楽章ではD管、B管が同時に4本使われる持ち替えあり) | Timp. | ●                                    | Vn.1 | ●  |
| Ob.  | 2                                                              | Trp. | 2 (第1・2・4楽章はD管、第3楽章はB管)                                                                      | 他    | Trgl., Ptti., Gr. Tamb.(第4楽章のみ) | Vn.2 | ●  |
| Cl.  | 2 (第1・3・4楽章はB管。第2楽章はC管。第4楽章でA管持ち替えあり) | Trb. | 3 (アルト、テノール、バス各1。第2・4楽章のみ)                                                             | 他    | Trgl., Ptti., Gr. Tamb.(第4楽章のみ) | Va.  | ●  |
| Fg.  | 2, Cfg. 1 (第4楽章のみ)                                        | 他   | | 他    | Trgl., Ptti., Gr. Tamb.(第4楽章のみ) | Vc.  | ●  |
| 他   |                                                                | 他   | Cb. | 他    | Trgl., Ptti., Gr. Tamb.(第4楽章のみ) | ●    |    |

### 声楽
声楽は第4楽章のみ使用される。
- ソプラノ独唱
- アルト独唱
- テノール独唱
- バリトン独唱
- 四部合唱
  - ソプラノ
  - アルト
  - テノール
  - バス

全体で約70分に及ぶ演奏時間にかかわらず、声楽パートが用いられるのは第4楽章（終わりの約20分）だけである。そのため、ホールで演奏される際は、合唱と独唱は第2楽章と第3楽章、もしくは第3楽章と第4楽章の間に入場することが多い。また、合唱のみ冒頭から待機する場合もあるが、この際は休憩用の椅子が用意される。ヘルベルト・ブロムシュテットが1985年にNHK交響楽団で演奏した際には、「『おお友よ、このような音ではない』と歌う独唱が第1楽章からステージにいなくて、そんな台詞がいえるか」というブロムシュテットの指示で独唱者も含めて第1楽章から待機することになったという。

## 曲の構成
一般的な交響曲の「アレグロソナタ - 緩徐楽章 - 舞曲 - 終楽章」という構成と比べ、第2楽章と第3楽章が入れ替わり、第2楽章に舞曲由来のスケルツォ、第3楽章に緩徐楽章が来ている。このような楽章順は初期のハイドンなどには見られたが、次第に第2楽章が緩徐楽章、第3楽章がメヌエット（舞曲）という構成が固定化していた。ベートーヴェンによって再び取り上げられた形となり、以後この形式も定着し、後の作曲家はこの形式でも交響曲を作るようになった。
また、第3楽章と第4楽章が共に変奏曲に基づく楽曲であり、交響曲のみならず他のジャンルの絶対音楽を含めても、2つの楽章が続けて変奏曲であることは極めて異例である。

### 第1楽章
Allegro ma non troppo, un poco maestoso ニ短調 4分の2拍子
ソナタ形式。革新的要素の多い楽章。
お使いのブラウザーでは、音声再生がサポートされていません。音声ファイルをダウンロードをお試しください。
冒頭の、弦楽器のトレモロとホルンの持続音にのせて、調性の長短が不明な断片的動機が空虚五度の和音で提示され、それが発展して第1主題になるという動機の展開手法は非常に斬新なものである。第1主題は、ニ音とイ音による完全五度を骨格とした力強い主題であり、一度目は主調のニ短調で、冒頭がリピートされたのち二度目は変ロ長調で立ち現れるが、すぐにニ短調に戻り、強奏でこれが定着される。第2主題導入部は、第4楽章で現れる「歓喜」の主題を暗示するような優しいものであるが、これも変ロ長調で、通常、主調の平行調または属調で現れる提示部第2主題が下属調の平行調になっている。それを引きついだコデッタは形式どおり長調で展開されるが、弦と木管の応答部分では、同じフレーズが短調と長調で交互に繰り返されるなど、長調と短調の葛藤が垣間見られる。提示部はベートーヴェンの交響曲で最も長大なためもあってか反復指定がない。
展開部は再び、冒頭の和音で始まるが、すぐに短調となり、第1主題がほぼ提示部と同じ長さ、変奏、展開される。
再現部は展開部のクライマックスを兼ねるようなものとなっており、冒頭の和音と主題がffの全奏で再現される。ティンパニもffのロールを持続しながら「ニ、イ」の主題動機の強打に参加し、圧巻のクライマックスが築かれる（提示部と再現部の冒頭の変奏の差はこれまでのベートーヴェンの交響曲にも見られたが、ここでは特に大きい）。第2主題は再現部の定型通りニ長調で演奏され提示部以上に歓喜の歌を連想させるが、すぐさまニ短調に押し流され、以降、短調による激しい展開となる。コーダは最後、半音階を滑り落ちるような不気味なオスティナートに導かれ、それに全弦が誘い込まれたところで全奏となり、第1主題のユニゾンで締めくくられる。

### 第2楽章
Molto vivace ニ短調 4分の3拍子 - Presto ニ長調 2分の2拍子 - Molto vivace - Presto
複合三部形式をとるスケルツォ楽章である。スケルツォ部分だけでソナタ形式をとる。提示部、展開部・再現部ともに反復指定あり。
お使いのブラウザーでは、音声再生がサポートされていません。音声ファイルをダウンロードをお試しください。
序奏として、第1楽章を受け継ぐような、ニ短調の主和音の降下が、弦楽器のユニゾンとティンパニで出るが、ユニークなことに、主和音でニ短調を決定づけるF音のオクターブに高低2音ともティンパニが調律されている。（通常、ニ短調の場合、ティンパニはAとDに調律される。ベートーヴェンは、既に第8番の終楽章（ヘ長調）で、Fのオクターブに調律したティンパニを使っているが、それはヘ長調の主音であり、この9番の楽章はより冒険的である）このオクターブの基本動機がスケルツォ部分を支配している。提示部では冒頭にこのオクターブの動機を置いた第1主題が疾走するように出、フーガのように重なって増幅し、全奏で確保される。経過句ののち第2主題に移るが、主調が短調の場合、第2主題は通常平行調（ニ短調に対してはヘ長調）をとるところ、ここではハ長調で現れる。また、1小節を1拍として考えると、提示部では4拍子、展開部では3拍子でテーマが扱われる。展開部ではティンパニが活躍する。（このことから、この楽章はしばしば「ティンパニ協奏曲」と呼ばれることがある）再現部はオクターブの主動機をティンパニが連打しながら導く。（ティンパニ奏者が高いFと低いFを両端に配置した場合、この部分で非常に派手なマレット（ばち）捌きを見せる場合があり、演奏会では視覚的にも見所である）再現部がティンパニのロール調の連打を加えた強奏で戻ってくるところも第1楽章と類似している。最後、突然4分の4拍子となり、それが4分の4拍子の中間部（トリオ）を導く。
中間部（トリオ）の旋律もまた、最終第4楽章の歓喜の主題を予感させる。（スケルツォの第1主題も短調だが歓喜の主題に似ているといわれることがある。これらは意図的でなく、単に同一作曲時の類似だといわれることもある）速度は更に速められてプレスト。オーボエによる主題提示の後、弦楽器群のフーガ風旋律を経てホルンが同じ主題を提示する。フルートを除く木管楽器群の主題提示の後、今度は全合奏で主題を奏する。
三部形式後半のスケルツォは前半のリピート。しかし最後にまた突然4分の4拍子となるので、中間部の旋律が顔を出してしまう。それに突然気が付いたように1小節全休符となり、スケルツォの最終部分で締めくくり直す。

### 第3楽章
Adagio molto e cantabile 変ロ長調 4分の4拍子 - Andante moderato ニ長調 4分の3拍子 - Tempo I 変ロ長調 4分の4拍子 - Andante moderato ト長調 4分の3拍子 - Tempo I 変ホ長調 4分の4拍子 - Stesso tempo 変ロ長調 8分の12拍子
2つの主題が交互に現れる変奏曲の形式と見るのが一般的であるが、一種のロンド形式、また一種の展開部を欠くソナタ形式と見ることもできる。
| A       | B(ニ長調) | A第I変奏 | B(ト長調) | A第II変奏(変ホ長調) | A第III変奏 | コーダ |
| 第1主題 | 第2主題   | 第1主題  | 第2主題   | コーダ              | コーダ     | コーダ |
| 提示部  | 提示部    | 再現部   | 再現部    |                     |            |        |

神秘的な安らぎに満ちた緩徐楽章であるが、拍子、調性、テンポを変えることによって、変化がつけられている。木管の短い導入部のあと透明感のある第1主題を第1ヴァイオリンが静かに歌いだす。第2主題は4分の3拍子、ニ長調、アンダンテ・モデラートに変わり、やや動きを帯びる。続く第1主題の第1変奏では、第1主題が16分音符に分解されて奏され、木管による第2主題の変奏がそれに続く。そのまま木管による第1主題の第2変奏を経て、また第1主題の、第3変奏と続くが、ここでは8分の12拍子に変わって、動きが大きくなる、長さも倍加するなど、第2主題を吸収したかのような変化が加わっている。末尾において、それまで沈黙していたトランペットとともに管楽器が鋭い歓声をあげ、弦楽器がそれに応えてクライマックスを迎える。しかしすぐに元の安らぎと静けさを取り戻し、同音の三連符の伴奏に乗って静かに終結に向かう。
4番ホルンの独奏は、当時のナチュラルホルンでは微妙なゲシュトプフト奏法を駆使しなければ演奏することができなかった（ちょうど作曲当時はバルブ付きの楽器が出回り始めたころだったので、この独奏はバルブ付きホルンで演奏することを前提にしていたという説もある）。これは当時ホルン奏者のみならず、指揮者なども大変気を遣った難しいパッセージであったことで有名。
この楽章の形式は後世のブルックナーのアダージョ楽章などに大きな影響を与えた。ピエール・モントゥーは第三楽章からattaccaで第四楽章に入るのを提唱し、ワインガルトナーも同様に行うよう勧めており、20世紀中には（演奏開始前から第2～3楽章の曲間までに合唱とソリストを入れた上で）このような次第を採る実演も少なくなかったが、ベートーヴェンの原譜にそうした指示はなく、ジョナサン・デルマーはベーレンライター版の校訂報告でattaccaの次第が支持されている事を認めた上で「作曲当時の金管楽器とティンパニは、楽器の調整抜きに第4楽章を始められない」と指摘し、少なくともattaccaは前提でない旨を述べている。

### 第4楽章
管弦楽が前の3つの楽章を回想するのをレチタティーヴォが否定して歓喜の歌が提示され、ついで声楽が導入されて大合唱に至るという構成。変奏曲の一種と見るのが一般的であるが、有節歌曲形式の要素もあり、展開部を欠くソナタ形式という見方も可能である（"Freude, schöner Götterfunken"が第1主題、"Ihr, stürzt nieder"が第2主題、Allegro energico, sempre ben marcatoが再現部）。
Presto / Recitativo ニ短調 4分の3拍子
管楽器の強烈な不協和音で始まる。しかし、すぐさま低弦（チェロとコントラバス）のレチタティーヴォがこれに答える。
Allegro ma non troppo ニ短調 4分の2拍子
管弦楽が第1楽章冒頭を出す。しかし、再び低弦のレチタティーヴォがこれに答える。
Vivace ニ短調 4分の3拍子
今度は第2楽章の主題が木管で出される。しかし、再度低弦のレチタティーヴォに中断される。
Adagio cantabile 変ロ長調 4分の4拍子
第3楽章をやはり木管が回想するが、これも低弦のレチタティーヴォに中断される。
Allegro assai ニ長調 4分の4拍子
お使いのブラウザーでは、音声再生がサポートされていません。音声ファイルをダウンロードをお試しください。
管楽器が、新しい動機を出す。（これは前の三つの楽章で断片的に姿を見せていた動機でもある）この動機に低弦が生き生きとした調子に変わり、他の楽器群も応答する。やがて低弦が静かに第1主題（「歓喜」の主題）を奏し始める。ヴィオラがそれに続き、ファゴットとコントラバスの対旋律がそれを支える。さらに、歓喜の主題は第1ヴァイオリンに渡され、四声の対位法によって豊かなハーモニーを織り成す。最後に管楽器に旋律が渡され、全管弦楽で輝かしく歌い上げられる。
Presto / Recitativo ニ短調 4分の3拍子
お使いのブラウザーでは、音声再生がサポートされていません。音声ファイルをダウンロードをお試しください。
"O Freunde"
再び冒頭部の厳しい不協和音が、今度は管弦楽の全奏で演奏される。バリトン独唱が低弦のレチタティーヴォと同じ旋律のレチタティーヴォで"O Freunde, nicht diese Töne!"（「おお友よ、このような音ではない！」）と歌う。ここで初めて、冒頭から繰り返された低弦のレチタティーヴォの意味が、第1〜第3楽章までの音楽の否定であったことが明らかとなる。
今日の出版譜ではバリトンの歌い出しには「ラ→ミ」の跳躍に加え「ラ→ド♯」が記されているが、レチタティーヴォ後半部の高いファ#を出せない初演ソリストのために変更された代替パートで稀にしか歌われない。（このメロディーを選んだために音程が悪いと酷評されている大歌手もいる）初演ではまた細かい上下（メリスマ）部分のカットも検討されたようである。最後期筆写スコアには他にも代替案が残っているが、出版譜には反映されなかった。
Allegro assai ニ長調 4分の4拍子
"Freude, schöner Götterfunken"
Freude!（歓喜よ）の掛け声をバリトン独唱と合唱のバス（テノールも一緒に歌われることもある）が掛け合うと、バリトン独唱によって"Freude, schöner Götterfunken"「歓喜」の歌が開始される。旋律後半部を合唱がリピートする形で続く。次に独唱4人となり、やはり旋律後半部を合唱がリピートする。決め台詞の様に入るGott!で自筆スコアはアクセントではなくデクレシェンドを指示しており、現在も指揮者間で解釈が分かれる。
Alla marcia Allegro assai vivace 変ロ長調 8分の6拍子
"Froh, wie seine Sonnen"
行進曲である。それまで沈黙を守っていた打楽器群が弱音で鳴り始め次第に音量を増し、その上を管楽器が「歓喜」の主題を変奏する。続いて、テノール独唱が「歓喜」の主題の変奏の旋律で"Froh, wie seine Sonnen"「神の計画」を歌い、それに男声三部合唱（第1テノール、第2テノール、バス）、続いて管弦楽の伴奏が力強く重ねて入ってきて一つの頂点を作る。
シンバルやトライアングルといったトルコ起源の打楽器が使われているためこの部分を「トルコ行進曲」と呼ぶ事があるが、拍子も装飾の付け方も（新しい研究では恐らくテンポも）本来のトルコ音楽とはかけ離れている。『第九』の30年前にベートーヴェンの師の一人であったヨーゼフ・ハイドンが交響曲第100番『軍隊』でこれらトルコ起源の打楽器を使用しており、当時の流行がうかがえるものの、時代を下るにつれ欧州各国の軍楽隊でシンバルやトライアングルは常備されるようになっていた。ベートーヴェンの後の世代となるロッシーニなどはもはやシンバルもトライアングルも軍隊と無関係な音楽で導入している。
高らかな男声合唱の余勢を受けて、管弦楽のみによるスケルツォ風のフガートの長い間奏が力強く奏される。それが収まったあと、全合唱が「歓喜」の主題と最初の歌詞を総括的に歌う（「第九の合唱」として最もよく聴かれる部分である）。
Andante maestoso ト長調 2分の3拍子
"Seid umschlungen, Millionen!"
初めて登場するトロンボーンの旋律をなぞりながら「抱擁」の詩が合唱により、中世の宗教音楽のように荘重に歌われる。
Adagio ma non troppo, ma divoto 変ロ長調 2分の3拍子
"Ihr, stürzt nieder"
「創造主の予感」が引き続き歌われる。
Allegro energico, sempre ben marcato ニ長調 4分の6拍子
"Freude, schöner Götterfunken" / "Seid umschlungen, Millionen!"
「歓喜の歌」の旋律による「歓喜」と「抱擁」の2歌詞が二重フーガで展開される。
Allegro ma non tanto ニ長調 2分の2拍子
"Freude, Tochter aus Elysium!"
独唱4人で、第1の「歓喜」の歌詞をフーガ風に歌う。それが絡み合うところに合唱が入ってきてそれを引き継ぐと、今度は逆に4人の独唱が入ってきて交替し、アダージョで順に（ソプラノ→アルト・テノール→バリトン）3連符や16分音符で細かく余韻を持たせながら静まっていく。これ以降、独唱の部分はない。
Prestissimo ニ長調 2分の2拍子
"Seid umschlungen, Millionen!"
第4楽章のクライマックスで、最もテンポが速い。自筆スコアは851小節にPrestissimoではなくPrestoを置いており、ベーレンライター版が採用した。916小節から4分の3拍子で4小節間Maestosoとなり、この曲でシラーの歌詞として冒頭に出た"Freude, schöner Götterfunken"が壮大に歌われたのち、再びPrestissimo(Presto)となり管弦楽のみの後奏で曲を閉じる。
尚、919小節の部分オーケストラスコアでは、トライアングルにトレモロの指示があるが、実際の演奏ではトレモロ奏法されているのは少ない。この演奏法は1972年5月収録のシカゴ交響楽団（CSO）、ゲオルグ・ショルティの指揮による演奏で確認できる。
|                                           | 歌詞          | ソナタ形式としてとらえた場合 |
| ----------------------------------------- | ------------- | ---------------------------- |
| 叙唱                                      |               |                              |
| 第1・第2・第3楽章の回想と新しい主題の着想 |               |                              |
| 第1主題                                   | 提示部第1主題 |                              |
| 第1主題の変奏I II III                     | 提示部第1主題 |                              |
| 叙唱                                      | 提示部第1主題 |                              |
| 第1主題の変奏IV V VI VII VIII             | 提示部第1主題 | 1番、2番、3番、4番、1番      |
| 第2主題a                                  | 5番           | 第2主題                      |
| 第2主題b                                  | 6番           | 第2主題                      |
| 第1主題と第2主題aの対位(変奏IX)           | 1番と5番      | 再現部第1主題                |
| 第2主題b                                  | 6番           | 第2主題                      |
| 第1主題の変奏X                            | 1番           | コーダ                       |
| 第1主題と第2主題aによる変奏(XI)           | 1番と5番      | コーダ                       |
| コーダ                                    |               | コーダ                       |
この最終楽章に合唱が入る形式は後にメンデルスゾーン、リスト、マーラー、ショスタコーヴィチなどが取り入れている。

#### 歓喜の歌
フリードリヒ・フォン・シラーがフリーメイソンリーの理念を書いた詩作品『自由賛歌』（Hymne à la liberté 1785年）がフランス革命の直後『ラ・マルセイエーズ』のメロディーでドイツの学生に歌われていた。そこで詩を書き直した『歓喜に寄す』（An die Freude 初稿1785年、改稿1803年）にしたところ、これをベートーヴェンが歌詞として1822年から1824年に書き直したものである。
「歓喜のメロディー」は、交響曲第9番以前の作品である1808年の『合唱幻想曲』作品80と、1810年のゲーテの詩による歌曲『絵の描かれたリボンで Mit einem gemalten Band』作品83-3においてその原型が見られる。

##### 歌詞（ドイツ語原詞・日本語訳）
An die Freude

O Freunde, nicht diese Töne!

Sondern laßt uns angenehmere

anstimmen und freudenvollere.

（ベートーヴェン作詞）

Freude, schöner Götterfunken,

Tochter aus Elysium

Wir betreten feuertrunken.

Himmlische, dein Heiligtum!

Deine Zauber binden wieder,

（1803年改稿）

Was die Mode streng geteilt;

Alle Menschen werden Brüder,

（1785年初稿:

Was der Mode Schwert geteilt;

Bettler werden Fürstenbrüder,）

Wo dein sanfter Flügel weilt.

Wem der große Wurf gelungen,

Eines Freundes Freund zu sein,

Wer ein holdes Weib errungen,

Mische seinen Jubel ein!

Ja, wer auch nur eine Seele

Sein nennt auf dem Erdenrund!

Und wer's nie gekonnt, der stehle

Weinend sich aus diesem Bund!

Freude trinken alle Wesen

An den Brüsten der Natur;

Alle Guten, alle Bösen

Folgen ihrer Rosenspur.

Küsse gab sie uns und Reben,

Einen Freund, geprüft im Tod;

Wollust ward dem Wurm gegeben,

und der Cherub steht vor Gott.

Froh, wie seine Sonnen fliegen

Durch des Himmels prächt'gen Plan,

Laufet, Brüder, eure Bahn,

Freudig, wie ein Held zum Siegen.

Seid umschlungen, Millionen!

Diesen Kuss der ganzen Welt!

Brüder, über'm Sternenzelt

Muß ein lieber Vater wohnen.

Ihr stürzt nieder, Millionen?

Ahnest du den Schöpfer, Welt?

Such' ihn über'm Sternenzelt!

Über Sternen muß er wohnen.
「歓喜に寄せて」

おお友よ、このような音ではない！

我々はもっと心地よい

もっと歓喜に満ち溢れる歌を歌おうではないか

（ベートーヴェン作詞）

歓喜よ、神々の麗しき霊感よ

天上の楽園の乙女よ

我々は火のように酔いしれて

崇高な汝（歓喜）の聖所に入る

汝が魔力は再び結び合わせる

（1803年改稿）

時流が強く切り離したものを

すべての人々は兄弟となる

（1785年初稿:

時流の刀が切り離したものを

貧しき者らは王侯の兄弟となる）

汝の柔らかな翼が留まる所で

ひとりの友の友となるという

大きな成功を勝ち取った者

心優しき妻を得た者は

彼の歓声に声を合わせよ

そうだ、地上にただ一人だけでも

心を分かち合う魂があると言える者も歓呼せよ

そしてそれがどうしてもできなかった者は

この輪から泣く泣く立ち去るがよい

すべての被造物は

創造主の乳房から歓喜を飲み、

すべての善人とすべての悪人は

創造主の薔薇の踏み跡をたどる。

口づけと葡萄酒と死の試練を受けた友を

創造主は我々に与えた

快楽は虫けらのような弱い人間にも与えられ

智天使ケルビムは神の御前に立つ

天の星々がきらびやかな天空を

飛びゆくように、楽しげに

兄弟たちよ、自らの道を進め

英雄のように喜ばしく勝利を目指せ

抱擁を受けよ、諸人（もろびと）よ！

この口づけを全世界に！

兄弟よ、この星空の上に

ひとりの父なる神が住んでおられるに違いない

諸人よ、ひざまずいたか

世界よ、創造主を予感するか

星空の彼方に神を求めよ

星々の上に、神は必ず住みたもう

## 版の問題
この作品は、その斬新な作風から解釈やオーケストレーションについて多くの問題を含んでおり、19世紀後半のワーグナー、マーラー、ワインガルトナーといった名指揮者・作曲家によるアレンジが慣例化している他、ストコフスキー、近衛秀麿、トスカニーニなども独自のアレンジを施しており、幾つかはCDなどの録音で検証することが可能である。それらは演奏実践に有益な示唆を含んでいるが、同時に作曲当時には存在していなかった楽器法を取り入れた結果、曲本来の姿を伝える上では障害ともなっている。

### ベートーヴェンの本意
また自筆スコアの他にスコア・パート譜から修正チェック用のメモ、テンポは『ベートーヴェンの会話帳』の1ページに甥のカールによって記され、出版社への修正依頼が記された書簡に至るまで数多くの出版／筆写史料が残っており、細かな違いが無数にあるため食い違いが作曲者の意図なのか写し間違いなのか決定しにくい点が問題となってきた。
『ミサ・ソレムニス』という更なる大曲と並行して作られ、出版やオーストリア帝国以外の国でも初演される事が決まっていたという前提があったが、長年ベートーヴェンの筆跡判読を行なっていた筆写作業の統括者ヴェンツェル・シュレンマーが1823年に亡くなり、作業は停滞する。後継の写譜師達からは仕事を断る者、途中放棄する者が出たほどである。自筆スコアが書き上がった後も初演に向けてベートーヴェンは細部の改訂を執拗に行なった。自筆スコアとは別にスコア+パート譜が1825年までに3種類作られた。膨大な譜面の校正も困難で、ベートーヴェンも誤写を見過ごしてしまい、体調不良から校正を第三者に委ねようと依頼して断られるなど、混乱は初版第1刷発行後も続いた。このような状況で1826年に出版された初版スコアは、その版下と比べて食い違いがおびただしい。修正刷りのチェックなど校正がほとんど行われなかったためとみられる。1864年に出たブライトコプフ・ウント・ヘルテル社（ドイツ）の旧全集版は自筆スコア、筆写史料、初版に基づいて作成されているが、テンポの問題は解決されず、歌詞の誤り、写譜師の誤写や初版のミス、ベートーヴェンの改訂前の形を採用するなど問題が多く、さらに元の資料に無い同社独自の改変も見られる。この改訂の実態は校訂報告が発表されなかったので長年この旧全集版こそ決定版と認識されて来たのである。
ベートーヴェンが死の直前にシントラーに贈った自筆スコアはシントラーの死後にベルリン国立図書館へ収められたが、国立図書館は戦後は東ベルリンに属したため容易に研究に用いる事が出来ず「行方不明」とも言われていた。1924年に出版されたファクシミリ（写真版）を参照して修正を加える岩城宏之、クレンペラーなどの例も有ったのだが、旧全集版に慣れた考え方からすると自筆スコアに残る音形は奇異に思われる物も多く、なかなか全面的には受け容れられて来なかった。

### 再解釈の時代へ
20世紀末になると、東西ドイツの統合とソ連の崩壊に伴い行方不明になっていた資料が発見され、それらの素性も明らかにされて来た。『第九』に関しては残っているだけで20点もの原典資料が、欧米各地に散らばっていたのである。大部分がベルリンにある自筆スコアも数ページがパリのフランス国立図書館、独ボンのベートーヴェン研究所にあるなど、所在は今も分散したままである。
イギリスの音楽学者・指揮者のジョナサン・デル・マーがこうした新旧様々な資料に照らし合わせて問題点を究明し、この研究は楽譜化されて1996年にベーレンライター社から出版された。自筆スコアから誤まって伝えられてきた音が元通りに直されたため、ショッキングに聴こえる箇所がいくつもあり大いに話題を呼んだが、ベートーヴェンの書きたかった音形を追求した結果、旧全集同様どの資料にもない音形が数多く表れている点もこの版の特徴である。
21世紀に入って、旧ベートーヴェン全集の出版社であるブライトコプフ社もペーター・ハウシルトの校訂で原典版を出版した。こちらは先行するデル・マーの版と同じ資料に基づきながらも、資料ごとの優先度が違い、異なる見解がいくつも現れている。いずれも国際協力と新しいベートーヴェン研究の成果、現場の指揮者や演奏家達の助言も容れて編集された批判校訂版である。2020年3月にはベートーヴェン研究所のベアテ・アンゲリカ＝クラウス校訂による新ベートーヴェン全集版も刊行された。
なお、かつて教育テレビで1986年秋に放送された『NHK趣味講座 第九をうたおう』では、こうしたオーケストレーション変更の意義を、全体の企画と指揮を担当した井上道義は主に初心者を対象にして分かりやすく説明していた。番組テキストでも、ベートーヴェンが採用したオーケストレーションの意図や、一般的な譜面の読み替え（例えば第2楽章276小節からの第1ヴァイオリンのパートは、現在1オクターブ高く演奏されることが多い）も含め、オーケストレーションの参照譜例が幾つか収録されており、一般市民が入手できるものとして、当時貴重な資料であった。その際、史料状況や編曲の実態について解説したのは金子建志であった。
全音楽譜出版社による新版スタディスコアも、その版元の変遷を明示した上で、独自の解釈を行っている。

## 前後の作品
- 作品番号
  - 作品124 『献堂式』序曲 - 作品125 交響曲第9番 - 作品126 ピアノのための6つのバガテル
- 交響曲
  - 交響曲第8番 - 交響曲第9番 - 交響曲第10番（未完成）